# Marskanalen
De Marskanalen zijn donkere lijnen die sommige astronomen in de 19e eeuw en begin 20e eeuw waarnamen op de planeet Mars.

## Giovanni Schiaparelli

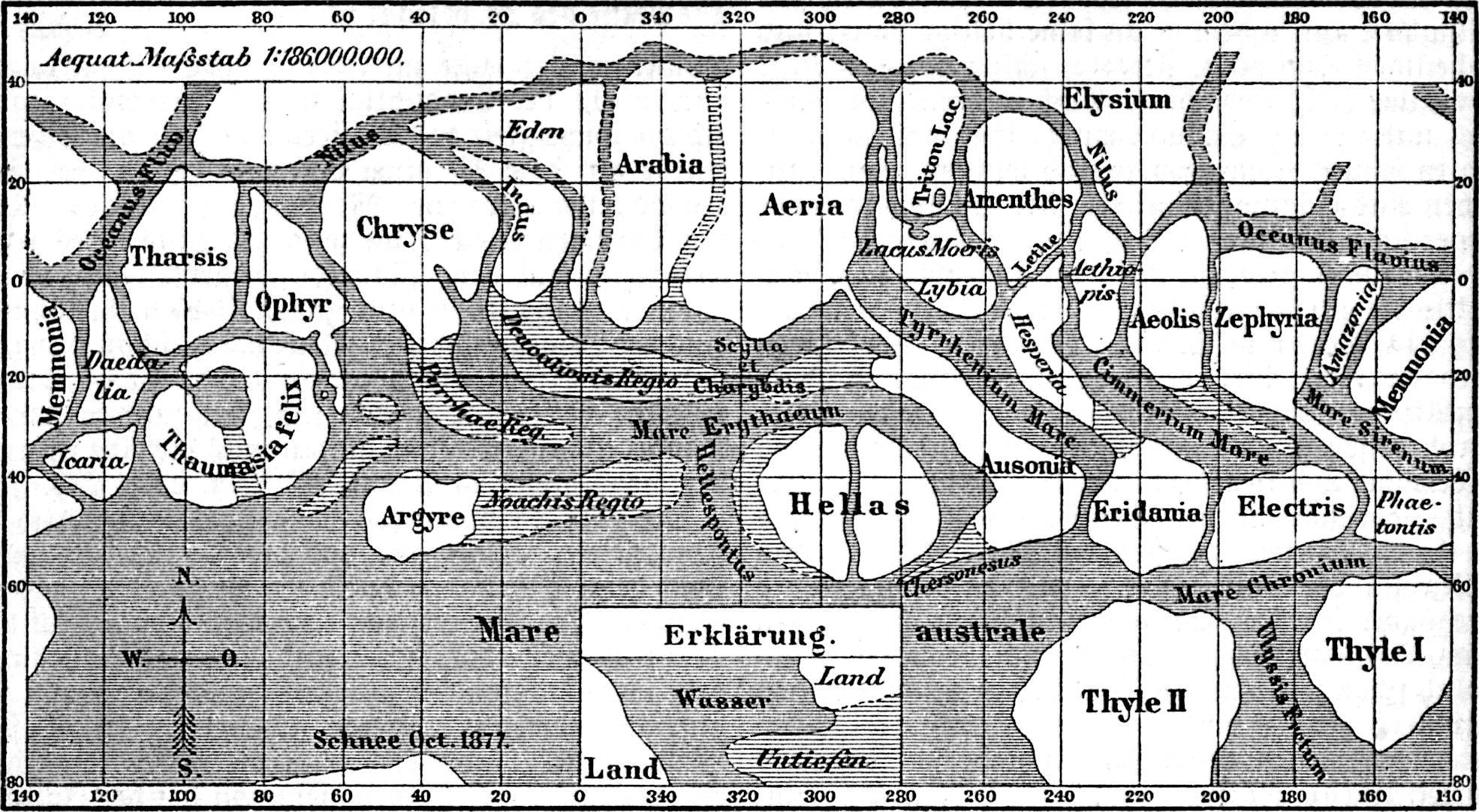
Een kaart uit 1877 gemaakt door Giovanni Schiaparelli.

De Italiaanse sterrenkundige Giovanni Schiaparelli legde deze lijnen tijdens de grote oppositie van 1877 voor het eerst vast. Hij noemde ze canali. Letterlijk vertaald is dat kanalen, een woord dat meerdere betekenissen kan hebben. Net als bij de zeeën op de Maan werd hierbij niet aan water gedacht, aanvankelijk tenminste niet.
Het woord canali werd in het Engels (en daardoor in veel andere talen) misleidend vertaald als canals in plaats van channels. Een canal is een kunstmatige waterloop, terwijl het woord channel de oorsprong in het midden laat. Aangezien het om rechte lijnen ging veronderstelden velen dat ze dus wel het werk van intelligente Marsbewoners moesten zijn. Schiaparelli zelf was uiteindelijk wel van mening dat er water door zijn canali stroomde, maar hij liet zich niet uit over de hypothese van de Marsbewoners.

## Percival Lowell
Het verhaal van de kanalen werd nog eens extra gevoed door de waarnemingen en boeken (1895-1908) van de amateurastronoom Percival Lowell. Hij observeerde meer dan honderd nieuwe kanalen. Hij was er stellig van overtuigd dat de canali kunstmatige kanalen waren, en besteedde een groot deel van zijn tijd aan het observeren en in kaart brengen ervan. Tevens veronderstelde hij het bestaan van een hoogontwikkelde Marsbeschaving, die de kanalen volgens hem gebruikte om water te transporteren van de polen naar de equatoriale gebieden, voor irrigatiedoeleinden.

## Gezichtsbedrog
De rage van de Marskanalen eindigde doordat men tot de conclusie kwam dat ze niet bestonden. Op de eerste foto's van Mars door een telescoop uit 1907 waren de kanalen niet te zien. 

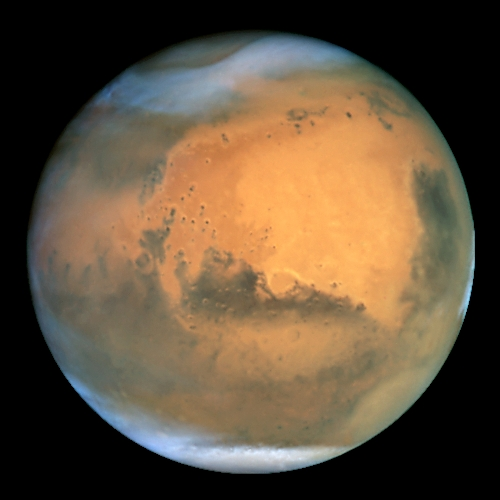
Foto van Mars

Inmiddels zijn er veel scherpe beelden van Mars voorhanden dankzij allerlei sondes en wagentjes op het oppervlak van Mars. De Amerikaanse Marsdeskundige Hartmann komt tot de conclusie dat er inderdaad soms lijnen zichtbaar zijn op Mars: gekleurd stof dat in de atmosfeer van Mars verwaait in de wind. Verder geven telescopen op het aardoppervlak misleidende beelden van Mars. Seeing – versmering van lichtpunten door atmosferische turbulentie, denk aan flonkerende sterren – maakt dat de beelden soms vaag zijn, maar soms vrij scherp en dan zijn details van maar 100 km te onderscheiden. De waarnemingen waren het gevolg van de neiging van de menselijke hersenen (visuele cortex) om patronen te herkennen waar die er niet zijn (gezichtsbedrog of optische illusie). De Marskanalen ontstonden door het verbinden van lichte en donkere punten op het oppervlak van Mars door middel van (denkbeeldige) lijnen.Het is lastig voor een waarnemer om uit te maken wat hij gezien heeft. Uit proeven met waarnemers die willekeurige vlekken te zien kregen is gebleken, dat sommigen ze vrij nauwkeurig konden natekenen, terwijl anderen grotere patronen met rechte verbindingen meenden te zien. Lowell lijkt tot de laatste soort te behoren: hij zag zelfs lijnen in de egale wolken van Venus.
Het is ook nog mogelijk, dat de "kanalen" in Lowells en Schiaparelli's tijd veel duidelijker waren dan nu.

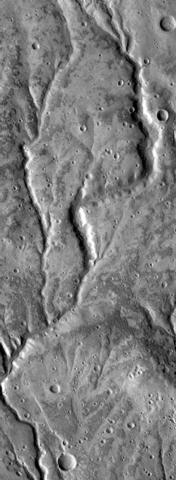
Foto genomen in 2009 van het Mars-oppervlak door Thermal Emission Imaging System (THEMIS) aan boord van de 2001 Mars Odyssey

## Water op Mars
Op beelden die de Amerikaanse ruimteverkenner Mariner 9 in 1971/'72 van het Marsoppervlak maakte, waarmee grote delen van de planeet in kaart konden worden gebracht, werden onder meer landschapskenmerken herkend, die konden worden uitgelegd als indrecte aanwijzingen dat er op de planeet ooit stromend water kan zijn geweest, onder meer mogelijke opgedroogde rivierbeddingen.
De vraag of er inderdaad water ergens voorkomt op Mars is inmiddels beantwoord: de Phoenix ruimtesonde vond in juni 2008 waterijs op Mars. Ook worden met ruimtesondes als de Mars Global Surveyor aanwijzingen gevonden dat er mogelijk ooit water - of iets anders - heeft gestroomd op Mars en spreekt men wel weer eens van kanalen.